# Hải đăng Vũng Tàu
Hải đăng Vũng Tàu là hải đăng tọa lạc trên đỉnh núi Nhỏ (hay còn gọi là núi Tao Phùng), thuộc phường 2, thành phố Vũng Tàu, tỉnh Bà Rịa – Vũng Tàu, Việt Nam. Hải đăng Vũng Tàu được người Pháp xây dựng vào năm 1862 nhằm mục đích chỉ đường, báo hiệu cho các tàu thuyền qua lại, nằm ở độ cao là 149m so với mực nước biển. Đến năm 1913, người Pháp xây lại ngọn hải đăng này, dời độ cao ngọn hải đăng từ độ cao 149m lên đến độ cao 170m. Hải đăng Vũng Tàu là một trong những hải đăng cổ xưa nhất Việt Nam và Đông Nam Á.
Hải đăng Vũng Tàu được xem như là biểu tượng của thành phố biển Vũng Tàu. Kiến trúc ngọn hải đăng là một tháp hình trụ cao 18 m, đường kính 3 m và được sơn màu trắng. Bên trong ngọn hải đăng có cầu thang dẫn đến gần đỉnh hải đăng và có ban công để ngắm cảnh. Từ ban công này có thể vừa cảm nhận được những làn gió mát từ biển khơi, vừa ngắm nhìn được toàn cảnh thành phố biển Vũng Tàu, hoặc từ trên cao nhìn xuống ngay xuống dưới ngọn hải đăng chính là rừng hoa sứ rực sáng làm nổi bật nét kiên cố, vững chãi của ngọn hải đăng với kiến trúc và kiểu dáng cổ điển này. Nên đến với ngọn hải đăng vào ban đêm có thể thưởng ngoạn được hết vẻ đẹp của nó.
Để đến được ngọn hải đăng này có rất nhiều cách. Ô tô hoặc xe máy là phương tiện phổ biến. Ngoài ra, để có thể thử cảm giác mới lạ, một chút phiêu lưu đó chính là thả bộ trên con đường nằm bên triền núi dẫn lên ngọn hải đăng.

## Thông tin kỹ thuật
- Thiết kế: người Pháp
- Khánh thành: 15 tháng 8 năm 1862

Một bài viết đăng trên tạp chí Le Monde illustré năm 1836 mô tả ngọn hải đăng này.

- Chiều cao công trình: 18 m, chiều cao tính đến mặt biển: 170 m
- Công suất bóng đèn: 1000W
- Bán kính quét sát trên biển: 55 km nhờ vào hệ thống lăng kính đồ sộ.